# Piacenza d'Adige
Piacenza d'Adige est une commune italienne de la province de Padoue, dans la région Vénétie.

## Administration
| Période                                  | Période | Identité | Étiquette | Qualité |
| ---------------------------------------- | ------- | -------- | --------- | ------- |
|                                          |         |          |           |         |
| Les données manquantes sont à compléter. |         |          |           |         |

### Communes limitrophes
Badia Polesine, Casale di Scodosia, Lendinara, Masi, Megliadino San Vitale, Merlara, Ponso, Sant'Urbano, Santa Margherita d'Adige, Vighizzolo d'Este.